# 한국의 라디오 드라마
다음은 한국의 라디오 드라마에 관한 설명이다.

## 배경
어느 나라이건 초기의 라디오 드라마가 그러했듯이 한국의 라디오 드라마도 무대극의 중계형태, 즉 보이지 않는 연극을 방송하는 것으로서 시작되었다.
한국 최초의 방송국인 JODK(HLKA전신)가 방송을 개시한 1927년에는 이미 영국·미국·프랑스 등에서는 초기의 무대중계적인 라디오 드라마를 극복하고 본격적인 작품들이 방송되고 있었다.
그 때문에 한국의 라디오 드라마는 외국에서 개발된 드라마 이론을 도입함으로써 독자적인 이론개척기를 거치지 않고 본격적인 라디오 드라마를 비교적 빠른 시일 안에 방송할 수 있었다.
최초로 방송된 본격 라디오 드라마는 영국의 리처드 휴즈 원작 <탄갱(炭坑)>이었는데, 이것은 갑작스런 폭발로 출구가 막힌 암흑 속의 탄갱 안에 갇힌 광부들의 절망과 공포의 심리상태를 다룬 것으로 오늘에도 라디오 드라마의 고전으로서 꼽히고 있다. 그 후 <새벽종> <춘향전> 등의 한국 작품도 발표되었다. <춘향전>은 5회로 된 연속드라마로 한국 최초의 연속드라마로 기록된다. 이때의 라디오 드라마 출연·연출자들은 '극예술연구회' '조선극우회' 등의 연극단체의 멤버들이었고, 그 뒤 최초의 라디오 드라마 연구단체인 '라디오 플레이 미팅'이 탄생되었는데 이 멤버 역시 주로 연극인이었다.
정부수립을 전후로하여 김영수(金永壽), 유호(兪湖), 최요안(崔要安), 한운사(韓雲史) 등이 본격적으로 작품 활동에 나섰으나, 정계의 혼란과 6·25전쟁의 전화(戰火) 등으로 1950년대 중반까지는 이렇다할 발전을 볼 수 없었다.
1950년대 후반에 사회가 차차 안정되어감에 따라 일요연속극, 일일연속극 등이 방송되기 시작했고, 시리즈 드라마인 <인생역마차>가 5년 간에 걸쳐 롱런할 만큼의 성공을 거둔 것도 기억될 만한 기록이었거니와, 조남사(趙南史) 작의 <청실홍실>, 한운사(韓蕓史) 작의 <현해탄은 알고 있다>, 이서구(李瑞求) 작의 <장희빈(張禧嬪)>, 김희창(金熙昌) 작의 <로맨스 빠빠>와 같은 본격적인 멜로드라마·사극(史劇)·상황극(狀況劇)·희극 등의 여러 분야가 개척되었다.
TV드라마가 등장한 1960년대는 라디오 드라마에 있어서는 실의(失意)와 분발(奮發)이 교착(交錯)된 시련의 기간이었다. 작가와 성우, 그리고 역량 있는 제작·연출진을 할애(割愛)당했을 뿐 아니라, 종래 연속극으로 확보했던 상당한 청취자를 TV쪽에 빼앗기는 아픔을 견디어야 했다.
1960년대 후반부터 라디오 드라마는 필요한 모색(摸索)과 실험을 거듭한 끝에 오늘날 그 체질·개성에 합당한 방향으로 찾아들었다고 할 수 있다. 흥미·자극으로 치우치던 잘못을 씻고, 청취자들에게 어떻게 서비스할 것인가를, 즉 라디오 드라마의 활로(活路)가 어디에 있는가를 분간하기에 이른 셈이다.